# أكل الأمهات
أكل الأمهات (بالإنجليزية: Matriphagy)‏ هو عملية استهلاك الأم من طرف صغارها. يحدث هذا السلوك عمومًا خلال الأسابيع القليلة الأولى من الحياة وقد وُثّق في بعض أنواع الحشرات والديدان الخيطية و العقارب المزيفة والعناكب الأخرى وكذلك في البرمائيات السيسيلية.
تختلف التفاصيل الدقيقة حول كيفية حدوث عملية أكل الأمهات بين الأنواع المختلفة. ومع ذلك، فإن أفضل وصف لهذه العملية هو عنكبوت الصحراء ( Stegodyphus lineatus)، حيث تؤوي الأم الموارد الغذائية لصغارها من خلال استهلاك الغذاء.كما أنها تتقيأ أجزاء صغيرة من الطعام لنسلها المتنامي، ولكن بعد مدة تتراوح من أسبوع إلى أسبوعين من فقس النسل، تستفيد تلك المواليد الجدد من مصدر الغذاء هذا عن طريق أكل الأم وهي حية. عادة، يتغذى النسل فقط على أمهم البيولوجية دون الإناث الأخريات في مجتمعهم. في أنواع العناكب الأخرى كنساج الدانتيل الأسود أماروبيوس فيروكس، عنكبوت السرطان أوسترالوميسيديا إرغاندروس، يحدث التكاثر بعد تناول البيض الغذائي المعروف باسم البيض الاستوائي. بعد ذلك تتتبع تلك العناكب تقنيات مختلفة تماما لقتل الأم، مثل نقل السم عن طريق العض والمص للتسبب في الموت السريع (لدى ناسج الدانتيل الأسود) أو الامتصاص المستمر للدملمف، مما يؤدي إلى موت أكثر تدريجيًا (لدى عنكبوت السلطعون). مثل هذا السلوك يعتبر أقل وصفًا ولكنه يتبع نمطًا مشابهًا في بعض الأنواع الأخرى مثل أبو مقص، والعقارب الكاذبة والثعبانية.
تنتج العناكب التي تمارس التهام الأم ذرية ذات أوزان أعلى، وتستغرق وقتا أقلا في عملية الانسلاخ، وكتلة جسم تكون عادة أكبر عند التشتت، وتعيش معدلات بقاء أعلى من العناكب المحرومة من التهام الأم. وفي بعض الأنواع، كان النسل لملتهم للأم أكثر نجاحًا أيضًا في اصطياد الفرائس الكبيرة ولديه معدل بقاء أعلى عند التشتت. إن هذه الفوائد التي تعود على النسل تفوق تكلفة البقاء على قيد الحياة بالنسبة للأمهات وتساعد في ضمان انتقال سماتها الوراثية إلى الجيل التالي، وبالتالي إدامة النسل.
بشكل عام، يعتبر أكل الأمهات شكلاً متطرفًا من أشكال الرعاية الأبوية لهذه الكائنات ولكنه يرتبط ارتباطًا وثيقًا بالرعاية الممتدة في عنكبوت الشبكة القمعية، والاستثمار الأبوي في العناكب السيسيلية، وأكل كبار السن في العناكب الاجتماعية. لقد أدى تفرد هذه الظاهرة إلى العديد من التشبيهات الموسعة في الثقافة البشرية وساهم في الخوف الشامل من العناكب في جميع أنحاء المجتمع.

## علم أصل الكلمة
يمكن تقسيم عملية أكل الأمهات إلى عنصرين:
- ماتري- (الأم)
- -phagy (التغذي على)

## وصف السلوك
تتضمن عادة عملية أكل الأم قيام الأبناء باستهلاك أمهاتهم؛ ومع ذلك، تظهر الأنواع المختلفة اختلافات متنوعة في مثل هذا السلوك.

### العناكب

#### نساج الدانتيل الأسود: Amaurobius ferox
في طقوس العديد من نساجي الدانتيل الأسود، Amaurobius ferox، لا يستهلك الأبناء أمهم على الفور. فبعد يوم واحد من خروج الصغار من بيضهم، تضع أمهم مجموعة من البيض الغذائي الذي يحتوي على المكونات الغذائية التي يمكن للصغار تناولها على الفور. تبدأ عملية أكل الأم من طرف صغارها بعد أيام قليلة وذلك عندما تبدأ الأم في التواصل مع صغارها من خلال اهتزازات الشبكة والطبول والقفز. ومن خلال هذه السلوكيات، يصبح الأبناء قادرين على اكتشاف متى وأين يمكنهم استهلاك أمهاتهم. حيث أنهم يتجهون نحوها ويقفز اثنان من صغار العناكب على ظهرها لالتهامها. وردًا على ذلك، تقفز الأم وتقرع الطبول بشكل متكرر لإبعاد صغارها عنها، ومع ذلك، فإنهم يستمرون بلا هوادة في محاولة الصعود على ظهرها. عندما تشعر الأم بأنها مستعدة، فإنها تضغط بجسدها على صغارها وتسمح لهم باستهلاكها عن طريق مص أحشائها. وفي النهاية بعد عملية الاستهلاك تلك، فإنهم يطلقون أيضًا السم في جسدها، مما يتسبب في موتها السريع. بعدها يتم الاحتفاظ بجسم الأم لعدة أسابيع كاحتياطي غذائي.
ومن المثير للاهتمام أن عملية الالتهام الذاتي للبيض في هذا النوع تعتمد على المرحلة التنموية التي يمر بها النسل حاليًا. إذا تم إعطاء الصغار، الأكبر من أربعة أيام، لأم غير بيولوجية، فإنهم يرفضون استهلاكها. ومع ذلك، إذا تم إعطاء ذرية أصغر سناً لأم غيرهم، فإنهم يستهلكونها بسهولة. بالإضافة إلى ذلك، إذا فقدت الأم ذريتها، فإنها تكون قادرة على إنتاج مجموعة أخرى من النسل.

#### عنكبوت السلطعون:Australomisidia ergandros

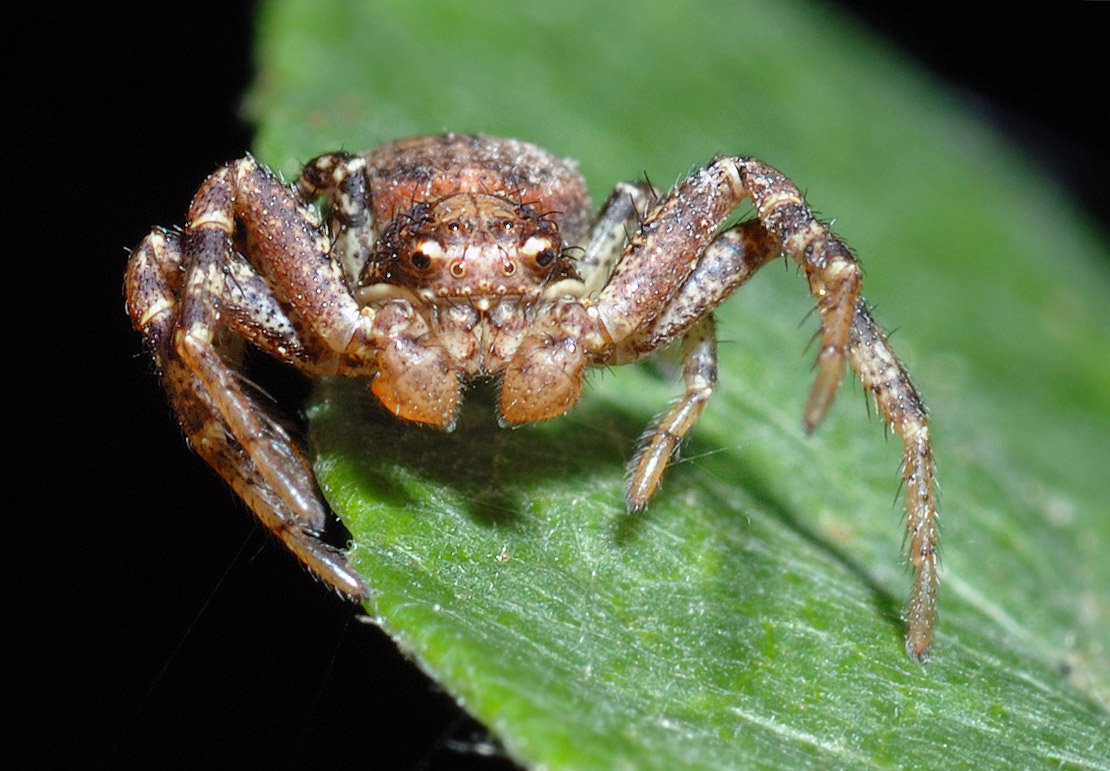
عنكبوت السلطعون، أوسترالوميسيديا إرغاندروس

الأمهات من نوع أسترالي معين من عنكبوت السلطعون قادرة على وضع بيضة واحدة فقط، على عكس عنكبوت الدانتيل الأسود. إنهم يستثمرون قدرًا كبيرًا من الوقت والطاقة في تخزين العناصر الغذائية والطعام في بويضات كبيرة، تُعرف بإسم البيض الغذائي، على غرار نساج الدانتيل الأسود. ومع ذلك، فإن هذه البيض الغذائية كبيرة جدًا بحيث لا يمكن أن تخرج من جسدها فعليًا. لذلك، يتم تحويل بعض العناصر الغذائية من البيض الغذائي إلى سائل دموي، والذي يمكن أن يستهلكه صغارها من خلال مفاصل أرجل الأم التي تتقلص تدريجيًا حتى تصبح غير قادرة على الحركة وتموت بالنهاية.
وفي هذا النوع، تبين أن هذا السلوك قد يساهم في الحد من أكل المثيلبين الأشقاء.

#### عنكبوت الصحراء:Stegodyphus lineatus
بعد الفقس مباشرة، تعتمد صغار العنكبوت الصحراوي على أمهاتهم اعتمادا كليا لتزويدهم بالطعام. وتقوم أمهم بذلك عن طريق إخراج سوائل جسمها، والتي تحتوي على مزيج من العناصر الغذائية التي يمكنهم التغذية عليها.
يبدأ هذا السلوك أثناء التزاوج الذي يؤدي إلى زيادة إنتاج الأم للأنزيمات الهضمية لتتمكن من هضم فريستها بشكل أفضل. وبالتالي، تصبح قادرة على الاحتفاظ بالمزيد من العناصر الغذائية ليتمكن صغارها من استهلاكها في وقت لاحق. حيث تبدأ أنسجة الأمعاء الوسطى للأم بالتحلل ببطء أثناء فترة حضانة بيضها. وبعد فقس صغارها، تقوم بإخراج الطعام لهم ليتغذىوا عليه بمساعدة تلك الأنسجة المسالة بالفعل. وفي الوقت نفسه، تستمر هذه الأنسجة في التحلل إلى حالة سائلة أكبر لتحقيق أقصى قدر من كمية العناصر الغذائية من جسمها حتى يتمكن نسلها من الحصول عليها. ومع استمرار عملية التحلل، تتشكل فجوات غذائية داخل بطنها لتجميع كل العناصر الغذائية. يبدأ الاستهلاك عندما يقوم صغارها بثقب بطنها لامتصاص الفجوات الغذائية. بعد مرور ما يقرب من 2-3 ساعات، يتم استهلاك سوائل جسم الأم بالكامل، ويبقى هيكلها الخارجي فقط.
لا يستطيع هذا النوع أن يلد سوى مرة واحدة، وهو ما قد يفسر لماذا يتم إنفاق الكثير من الوقت والطاقة على رعاية النسل. علاوة على ذلك، يمكن أن تحدث عملية التهام الأم أيضًا بين النسل والأمهات اللاتي وضعن مؤخرًا بيضًا غير مرتبط.

### حشرات الأذن

#### انيشورا هارماندي(Anechura harmandi)
انيشورا هارماندي هو النوع الوحيد من حشرات الأذن الذي تم توثيقه حاليًا في حالة أكل الأم. لقد وجد أن الأمهات في هذا النوع من الحشرات تتكاثر أثناء درجات الحرارة الباردة. ويرجع هذا في الأساس إلى غرض تجنب الافتراس وزيادة فرص بقاء صغارها، حيث إن الإناث غير قادرين على إنتاج مجموعة ثانية. وبسبب درجات الحرارة الباردة، هناك ندرة في العناصر الغذائية المتاحة عندما يفقس الصغار، ولهذا السبب ينتهي الأمر بالصغار إلى استهلاك أمهاتهم.

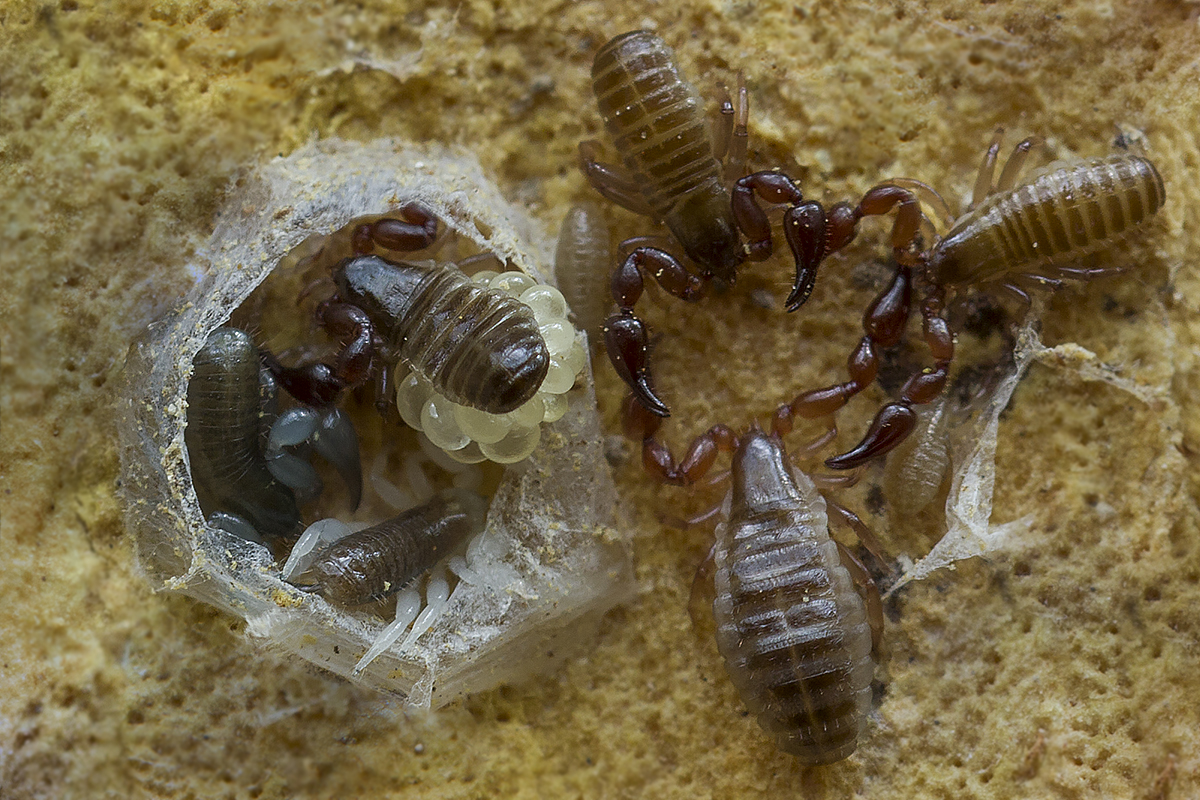
مجموعة من العقارب الكاذبة (Paratemnoides nidificator) البالغة، والتي ستخضع إناثها في النهاية لعملية التزاوج.

#### باراتيمينويدس نيديفيكاتور(Paratemnoides nidificator)
عادة ما يتم ملاحظة عملية أكل الأموات في هذا النوع من العقارب الكاذبة خلال أوقات ندرة الغذاء. فبعد فقس الصغار، تخرج الأمهات من أعشاشها وتنتظر حتى يتم استهلاكها. حيث يتبع الصغار أمهاتهم خارج العش، فيمسكون بأرجلها ويواصلون التغذية من خلال مفاصل أرجلها، على غرار ما يحدث في أوسترالوميسيديا إرغاندروس.
تتمكن إناث هذا النوع من إنتاج أكثر من مجموعة من النسل إذا كانت المجموعة الأولى غير ناجحة.
وقد تم التنبؤ بأن أكل الأمهات في هذا النوع يمنع أيضًا أكل لحوم الأقارب بين الأشقاء.

## تطور
تعتمد القيمة التكيفية لمفهوم أكل الأم للصغار على الفوائد التي تعود على النسل والتكاليف التي تتحملها الأم. إن التحليل الوظيفي لمفهوم هذه العملية بهذه الطريقة يسلط الضوء على سبب تطور هذا الشكل غير المعتاد والمتطرف من الرعاية واختياره.

### فوائد للأبناء
- يعتبر التهام الأم مصدرًا للتغذية التي تعد مهمة للنمو والتطور.[12]
- تزداد كتلة الجسم وطول الجزء الخلفي من الجسم في صغار العناكب بعد أكل الأم مقارنة بما قبل ذلك. بالإضافة إلى ذلك، تميل كتلة الجسم إلى أن تكون أعلى بالنسبة للعناكب الصغيرة التي تشارك في العملية مقارنة بتلك التي لا تفعل ذلك.[8][12]
- يؤدي تناول الأموات إلى تقدم وقت الانسلاخ وهو ما يسمح بنمو هيكل خارجي أكبر والتخلص من الهيكل القديم. مما يؤدي إلى أن العناكب ستكون قادرة على النمو بمعدل أسرع.[12]
- تميل صغار العناكب التي تتغذى على الأم إلى تجربة معدلات بقاء ولياقة بدنية أعلى بشكل ملحوظ مقارنة بالصغار غط التي لم تتغذى على الأم.[7][12][15]
- تصطاد صغار العناكب التي تتغذى على الأم فرائس أكبر حجمًا وتظهر استهلاكًا أكثر اكتمالاً للفرائس من صغار العناكب التي لا تفعل ذلك.[12]
- تعمل عملية أكل الأم على تحسين التفاعل الاجتماعي لدى العناكب، وذلك في المقام الأول عن طريق الحد من أكل المثيل بين الإخوة.[9]

### التكاليف والفوائد للأم
على عكس أشكال الرعاية الأبوية الأخرى الأكثر اعتدالاً، فإن مثل هذه الرعاية للأطفال حديثي الولادة تكلف الأم حياتها بالضرورة. ومع ذلك، فإن هذه العملية قد تخدم اللياقة الإنجابية للأم، مع الأخذ في الاعتبار الناتج التناسلي، وتطور كيس البيض، وعدد الصغار الذين يتم تربيتهم. لكن، السؤال الرئيسي هو ما إذا كانت الأم ستنتج المزيد من النسل الباقي على قيد الحياة من خلال التهرب من عملية أكل الأمهات والتكاثر مرة أخرى أو من خلال الانخراط في عملية أكل الأمهات وإنتاج مجموعة واحدة فقط.
- في حشرة الدانتيل الأسود، حوالي 80% من الإناث المنفصلة قبل أكل الأمهات تنتج أكياس بيض ثانية وحوالي 40% فقط من هذه الأكياس تتطور بشكل كامل مقارنة بتطور أكثر من 90% من أكياس البيض في الحضنة الأولى.[12]
- بالإضافة إلى ذلك، يميل عدد صغار العناكب في الحضنة الثانية إلى أن يكونوا أقل بكثير من عددهم في الحضنة الأولى. كما أن هذه الأفراد أصغر حجمًا من العناكب في الحضنة الأولى.[12]
- الإناث التي تضع كيسين متتاليين من البيض يكون لديها إنتاج متوقع أقل من النسل المشتت مقارنة بالإناث التي تقع ضحية أكل الأمهات وتنتج مجموعة واحدة فقط.[12]

وفي الختام، فإن الأبناء الذين يمارسون عادة أكل الأمهات يستفيدون أكثر من أولئك الذين لا يمارسون هذا السلوك. علاوة على ذلك، فإن ذرية الإناث التي تهرب من أكل الأم لوضع الحضنة الثانية تكون أقل نجاحًا بشكل كبير من تلك التي أكلت أمهاتها. ومن ثم، فإن اللياقة البدنية المعززة للأم هي المسؤولة عن تطور هذا الشكل غير المعتاد والمتطرف من التربية.

## أشكال الرعاية الأبوية المشابهة للرعاية الأمومية
تعتبر عملية أكل الأمهات واحدة من أكثر أشكال الرعاية الأبوية تطرفًا التي لوحظت في مملكة الحيوان. ومع ذلك، في بعض الأنواع مثل العنكبوت القمعي Coelotes terrestris، لا يتم ملاحظة عملية الالتهام الأمومي إلا في ظل ظروف معينة، حيث تكون الحماية الأمومية الممتدة هي الطريقة الرئيسية التي يتلقى بها النسل الرعاية. في الكائنات الحية الأخرى مثل العنكبوت الاجتماعي المخملي الأفريقي، Stegodyphus mimosarum والبرمائيات، يتم استخدام السلوك الأبوي المرتبط ارتباطًا وثيقًا في الشكل والوظيفة بالتهام الأم.

### رعاية ممتدة لعناكب الشبكة القمعية:Coelotesterrestris
يستخدم عنكبوت الشبكة القمعية، رعاية أمومية ممتدة كنموذج تكاثري لصغاره. فعند وضع كيس البيض، تقف أم هذا النوع من العنكبوت كحارسة وتحتضن الكيس لمدة تتراوح بين 3 إلى 4 أسابيع. فتظل مع صغارها منذ لحظة ظهورهم حتى تشتتهم بعد حوالي 5 إلى 6 أسابيع. أثناء نمو النسل، توفر الأمهات فرائس لصغار العناكب بناءً على مستويات اجتماعيتهم.

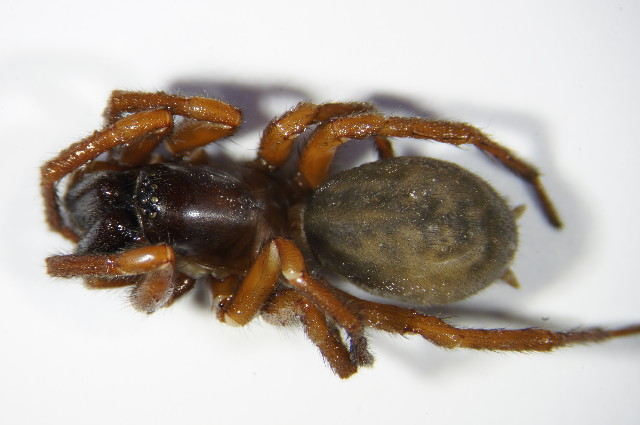
صورة لعنكبوت الشبكة القمعية (Coelotes terrestris)

إن حماية أكياس البيض من الحيوانات المفترسة والطفيليات تحقق نسبة فائدة إلى تكلفة عالية للأمهات. ترتبط لياقة الأم ارتباطًا وثيقًا بحالة نمو النسل. فالأم التي تتمتع بحالة أفضل تنتج صغارًا أكبر حجمًا وأكثر قدرة على البقاء على قيد الحياة في مواجهة الافتراس. كما أن وجود الأم يحمي النسل من الطفيليات. بالإضافة إلى ذلك، تستطيع الأم الاستمرار في التغذية مع حراسة ذريتها دون أي فقدان للوزن، مما يسمح لها بجمع ما يكفي من الغذاء لنفسها وءريتها.
بشكل عام، تعتبر تكاليف حماية كيس البيض منخفضة. عند الانفصال عن أكياس البيض، يكون لدى 90% من الإناث الطاقة اللازمة لوضع أكياس جديدة، على الرغم من أن هذا يؤدي إلى فقدان الوقت لعدة أسابيع مما قد يؤثر على النجاح الإنجابي.
وفي ظل الظروف التجريبية، ترتفع التكاليف إذا لم يتم توفير الرعاية الأمومية، حيث يؤدي ذلك إلى جفاف أكياس البيض وتطور العفن، مما يوضح أن رعاية الأم ضرورية للبقاء على قيد الحياة. وقد أدت التجارب التي أجريت على صغار العنكبوت المحرومة من الغذاء والتي قامت الأم بتربيتها إلى تحفيز عملية أكل الأم، حيث استهلك 77% من الصغار لحوم أمهاتهم عند الولادة. ويشير هذا إلى أن هذه العملية قد تخدث في ظل ظروف محدودة المغذيات، ولكن التكاليف تفوق الفوائد عمومًا عندما تتمتع الأمهات بقدر كافٍ من الوصول إلى الموارد.

### الاستثمار الأبوي عن طريق التغذية على الجلد في البرمائيات الكيسيلية

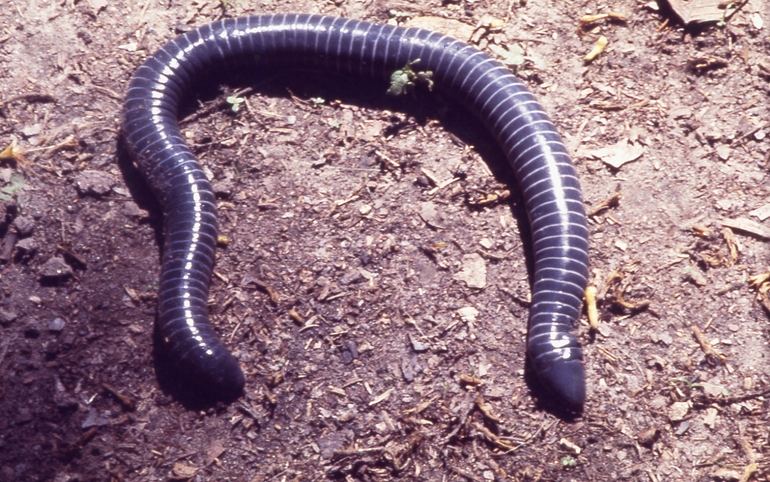
الطائر الثعباني الحلقي هو مثال للطائر الثعباني البيوضي الذي يظهر استثمارًا أبويًا من خلال تغذية الجلد على بطانة قناة البيض.

تبدو البرمائيات السيسيلية وكأنها ديدان، وتتمتع الأمهات في هذا النوع بطبقات جلدية ظهارية سميكة. يتم استخدام ذلك الجلد الموجود على أم الديدان الثعبانية لنقل العناصر الغذائية من الوالدين إلى النسل. في نوعين على الأقل Boulengerula taitana وSiphonops annulatus يتغذى الصغار على ذلك الجلد عن طريق تمزيقه بأسنانهم. نظرًا لأن هذين السلوكين ليسا مرتبطين ارتباطًا وثيقًا، فإما أن هذا السلوك أكثر شيوعًا مما هو ملاحظ حاليًا أو أنه تطور بشكل مستقل. يتجدد الجلد المتضرر خلال بضعة أيام.

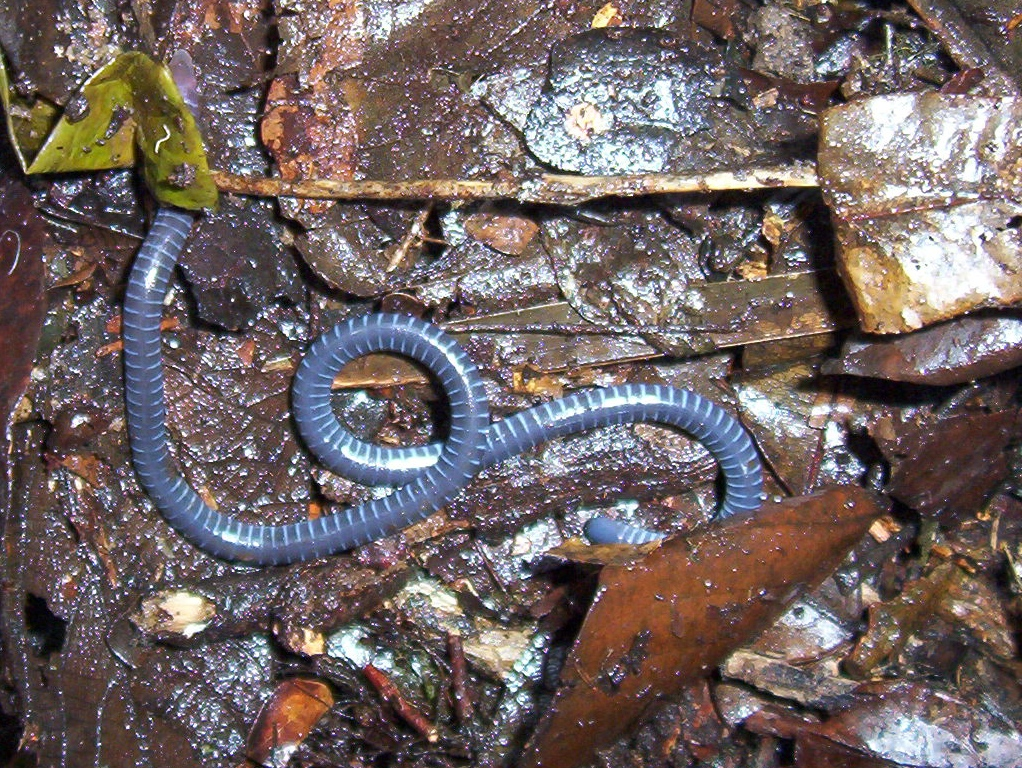
Boulengerula taitanus، نوع من البعوض المعروف بممارسة التهام الأم.

الديدان الأفريقية تيتا( Boulengerula taitana) هي نوع برمائي بيوض. يتحول جلده إلى إناث حاضنة لتوفير العناصر الغذائية للنسل المتنامي. حيث يولد الصغار عادة بأسنان محددة يمكنهم استخدامها لتقشير وأكل الطبقة الخارجية من جلد أمهاتهم. يتحرك الصغار حول أجسادهم، مستخدمين الفكيهم السفليين لرفع وتقشير الجلد بينما يضغطون برؤوسهم بقوة على بطنها. ويمكن أن يصل سمك بشرة الإناث الحاضنة إلى ضعف سمك بشرة الإناث غير الحاضنة.
من ناحية أخرى، تمتلك الديدان الثعبانية الولودة أسنان جنينية متخصصة يمكن استخدامها لكشط الإفرازات الغنية بالدهون والمواد الخلوية من بطانة قناة البيض الأمومية. تظهر الديدلن الثعبانية الحلقية البيوضية خصائص مشابهة للبرمائي الثعباني الولود الحي. وتمتلك الأمهات الحاضنات لون بشرة أفتح من الإناث غير الحاضرات، مما يشير إلى أن النسل يتغذى على الإفرازات الغدية الموجودة على جلد الأم -وهي عملية تشبه الرضاعة لدى الثدييات. تختلف طريقة الكشط هذه عن عمليات التقشير التي تقوم بها الديدان الثعبانية البيوضية.
بالنسبة للبرمائيات الثعبانية البيوضية والولودة، فإن الاستثمار المتأخر هو فائدة مشتركة. إن توفير التغذية من خلال الجلد يسمح بإعادة توجيه العناصر الغذائية، مما يؤدي إلى إنتاج ذرية أقل وأكبر حجمًا من الدودة الثعبانية التي تزود ذريتها فقط بمغذيات صفار البيض. بدلاً من أن تضحي الأم بنفسها وتستخدم فقط لتغذية صغارها، تعمل الأمهات السيسيلية على استكمال نمو صغارها؛ حيث توفر ما يكفي من العناصر الغذائية لهم للبقاء على قيد الحياة، ولكن ليس على حساب حياتها.

### أكل الحشرات في العناكب الاجتماعية، جنس ستيجوديفيوس(Stegodyphus)

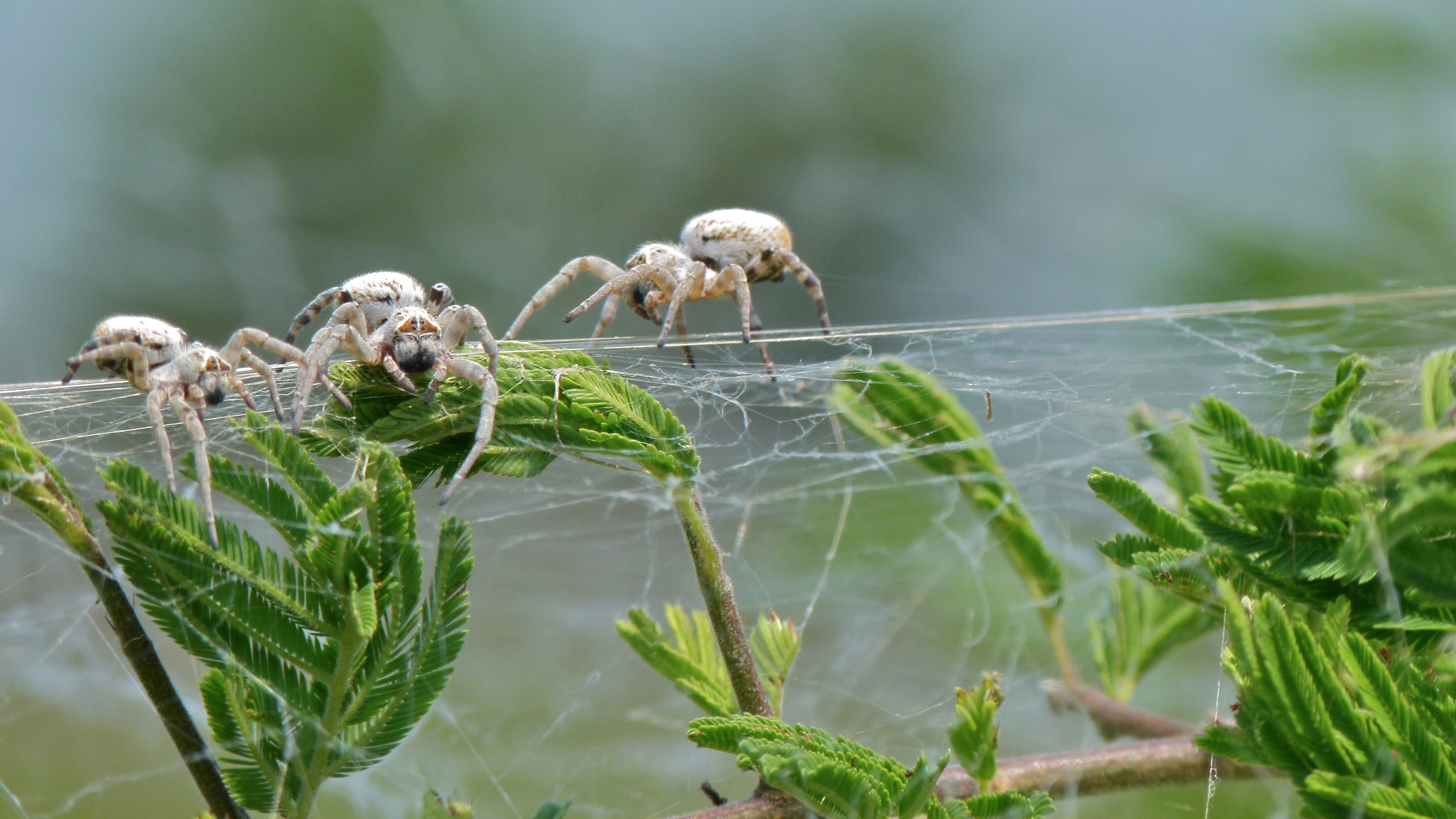
مثال على العناكب الاجتماعية (Stegodyphus dumicola) التي وجد أنها تشارك في أكل كبار السن كشكل من أشكال رعاية الوالدين.

تقوم أمهات ستيجوديفيوس بتحويل أعضائها الداخلية وأنسجتها إلى رواسب غذائية. العنكبوت الاجتماعي المخملي الأفريقي والعناكب الاجتماعية الأفريقية هما نوعان من العناكب الاجتماعية التي تأكل أمهاتها والإناث البالغات الأخريات كذلك، وهو أمر فريد من نوعه لأن مثل هذه العناكب الاجتماعية لا تميل إلى إظهار سمات تاريخ آكلة المثيل. في هذه العناكب المحددة، غالبًا ما يتم العثور على الإناث الميتة ذابلة وبطنها منكمشة. حيث يمتص النسل العناصر الغذائية بشكل أساسي من الجزء الظهري من بطن الأنثى البالغة، وقد تظل على قيد الحياة أثناء هذه العملية.
لا يتطابق هذا السلوك تمامًا مع أكل الأمهات لأن صغار العناكب من نوع ستيجوديفيوس متسامحة تمامًا مع النسل الآخر، والأفراد الأصحاء من نفس النوع، وأعضاء الأنواع الأخرى، مما يشير إلى قمع أكل المثيل العادي. وبدلاً من ذلك، تُعرف الرعاية الأبوية التي تظهر بإسم "gerontophagy" أو "استهلاك الأفراد المسنين" (geron = شخص عجوز، phagy = التغذية على). أكل الجثث هو الفعل الأخير لرعاية الصغار، وقد وجد أن بعض الصغار أكبر حجمًا من غيرهم. وهذا يعني أن بعض العناكب الصغيرة قادرة بالفعل على التغذية على الفرائس بنفسها، وأن تناول العناكب العجوزة كمصدر للتغذية يعد تكميليًا وليس ضروريًا. وهكذا، تبرز "معضلة آكلي المثيل" في هذا النوع من العناكب الاجتماعية.والتي تكشف عن شكل من أشكال اختيار الأقارب للأكل. ولكن بالنهاية أي ضحية محددة يجب أن تفضل أن يأكلها أقاربها المقربون المتاحون.

## الأهمية الثقافية
قد تشعر الكائنات اللتي تعرضن لظاهرة أكل الأمهات بالخوف من هذا السلوك الطبيعي الغريب والعجيب، خاصة أنه يُلاحظ بشكل رئيسي في الكائنات الحية المخيفة بالفعل. فنتيجة لذلك، غالبًا ما يُنظر إلى أكل الأمهات على أنه استمرار للخوف القديم من العناكب في المجتمع البشري.
في المقابل، قد ينظر آخرون إلى أكل الأمهات كمثال رائد على النقاء، لأنه يمثل شكلاً غريزيًا من أشكال الإيثار الذي يشير في هذه الحالة إلى "عمل مقصود في نهاية المطاف من أجل رفاهية الآخرين والذي يستلزم على الأقل إمكانية عدم تحقيق أي فائدة أو خسارة للفاعل"، وهو مفهوم شائع ومرغوب فيه للغاية في العديد من الثقافات البشرية. لذلك، يمكن النظر إلى أكل الأمهات على أنه نوع من الإيثار، حيث تضحي الأمهات المشاركات ببقائهن من أجل رفاهية أطفالهن. على الرغم من أن المشاركة في هذه العملية ليست فعلًا مقصودًا حقًا، إلا أن الأمهات مدفوعات بضغوط الانتقاء الطبيعي القائمة على مدى لياقة النسل للانخراط في مثل هذا السلوك. وهذا بدوره يخلق حلقة مفرغة تعمل على إدامة السلوك الأمومي الإيثاري عبر الأجيال. إن مثل هذا المثال للتضحية على المستوى البيولوجي المحض يختلف اختلافًا كبيرًا عن المعايير البشرية للمفهوم. والتي تتأثر بالفضائل الأخلاقية مثل العقلانية والثقة والمعاملة بالمثل.

## قائمة الأنواع التي تمارس أكل الأمهات

### العناكب
- أجيلينا لابيرينثيكا
- أماروبيوس فيروكس[23]
- شيراكانثيوم جابونيكوم[24]
- سيوثيرا
- ستيجوديفيوس لينياتوس[25]
- ستيجوديفوس ساراسينوروم

### حشرة الأذن
- انيشورا هارماندي

### ملتوية الأجنحة

#### العقارب الزائفة
- باراتيمينويدس نيديفيكاتور

### الفقاريات
- سيسيليان